# Typografický bod
Typografický bod, značený tečkou (.), písmenem b nebo značkou pt, je základní jednotkou typografického měrného systému. Jeho velikost u kovové sazby je 0,376 065 mm při teplotě 20 °C. Na 1 m tedy připadá 2660 b, 12 bodů je jeden cicero (= 4,513 mm). Existují však i jiné typografické měrné systémy, např. systém anglosaský se základní jednotkou pica o velikosti 1/6 palce, tedy 4,2336 mm. Je dělena rovněž na dvanáct menších částí označovaných point (slovo sice znamená anglicky bod, ale v češtině se nepřekládá).
V současnosti je tradiční typografický bod nahrazován počítačovým bodem (desktop publishing point), jehož velikost je 1/72 palce, což je přibližně 0,3528 mm. V souvislosti s přechodem na počítačovou sazbu se také částečně přechází na metrický systém jednotek.
Všechny dosud uvedené typografické měrné soustavy jsou absolutní. Typografové však často používají i jednotku relativní, nazývanou čtverčík, který je roven šířce písmene M – délka čtverčíku se tedy rovná stupni písma. Používají se i díly této jednotky (půlčtverčík, čtvrtčtverčík) a označují se jimi např. délky pomlček, proklady mezi řádky, odstavcové zarážky apod.

## Historie
Zakladatelem typografického měrného systému byl Pierre Simon Fournier (1712–1768). Velikost bodu odvodil z tehdy používané francouzské stopy (32,48 cm), která se dělila na 12 palců.
Tento způsob měření zdokonalil v roce 1774 François Ambroise Didot (1730–1804). Částečně ho přizpůsobil metrickému systému, stanovil přesnou velikost jednoho bodu a jednoznačně určil názvy jednotlivých stupňů písma. Hermann Berthold pak celou soustavu ještě trochu přepracoval v roce 1879.
V rakouských zemích se od roku 1840 používala typografická soustava Bohumila Haase, který při odvozování vycházel z vídeňského palce, který rozdělil na 36 dílů (tzv. čtvrtpetit haasovského systému).

## Stupeň písma
Stupeň je vyjádření velikosti písma, udává se v bodech (viz tabulka).
| Počet bodů | Velikost v mm | Název            | Použití                               |
| ---------- | ------------- | ---------------- | ------------------------------------- |
| 1          | 0,376         | osminka (petitu) | jen linky a výplňkový materiál        |
| 2          | 0,752         | čtvrtpetit       | jen linky a výplňkový materiál        |
| 3          | 1,128         | briliant         |                                       |
| 4          | 1,504         | diamant          |                                       |
| 5          | 1,880         | perl             |                                       |
| 6          | 2,256         | nonpareille      | slovníky, vzorce                      |
| 7          | 2,633         | kolonel          |                                       |
| 8          | 3,009         | petit            | některá knižní a časopisecká produkce |
| 9          | 3,385         | borgis           | hlavní časopisecká produkce           |
| 10         | 3,760         | garmond          | hlavní knižní produkce                |
| 11         | 4,137         | breviář          |                                       |
| 12         | 4,513         | cicero           | dětská literatura                     |
| 14         | 5,265         | střední          | dětská literatura                     |
| 16         | 6,017         | tercie           |                                       |
| 18         | 6,393         | parangon         |                                       |
| 20         | 7,521         | text             |                                       |
| 24         | 9,026         | dvoucicero       |                                       |
| 28         | 10,530        | dvoustřední      |                                       |

Pozn.: Další velikosti se udávají v cicerech (třícicero, apod.).